# 驚訝

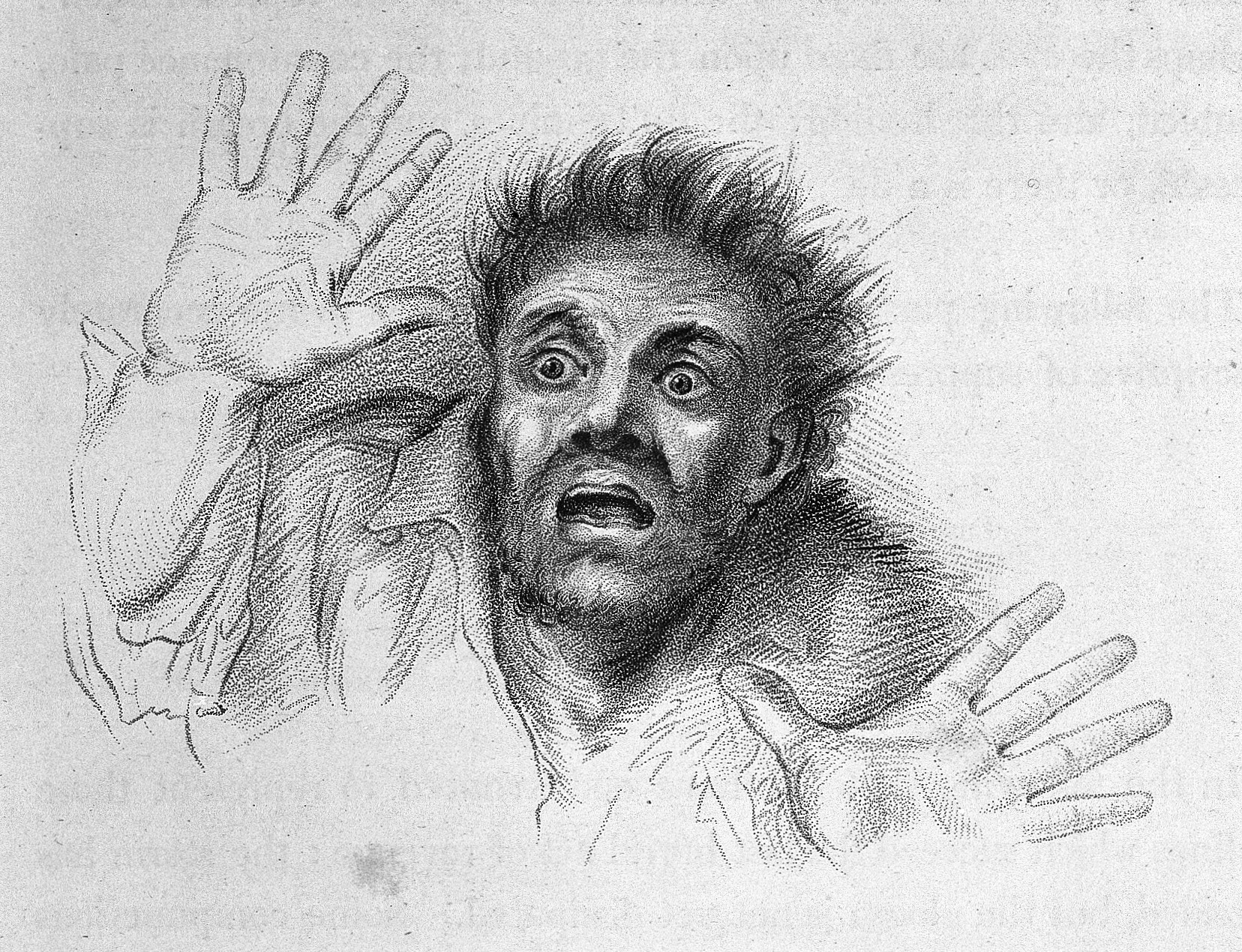
驚訝的臉部表情。

驚訝（英語：surprise），是一種當人在接觸到無法預料到的事情時所表現的一種短暫的精神和心理狀態。其作用使人集中注意力，以確認正在發生的事情並判斷是否危險。
驚訝可以是正面，負面或中性的；驚訝的程度也會從能引發應激反應到只是輕微的驚訝而不同。